# Contrapar
Los contrapares son maderos asentados atravesados sobre las correas de una armadura en la dirección de los pares en los cuales se clavan las tablas de chilla que reciben las tejas, pizarra, etc. con que se cubre el edificio. También se llaman cabios.
Se encuentran algunas armaduras cuyos contrapares están atravesados sobre los pares sin correas.

## Variaciones
- Contrapares de falsa armadura. Son maderos que se clavan en los contrapares a alguna distancia de su pie y llegan hasta la línea de la cornisa sirviendo para aumentar el vuelo del alero.